# Калмар (игра)
Калмар, известна още като оджингео (на корейски), е детска игра в Корея. Играта е наречена така, защото формата на полето за игра, начертано на земята, прилича на калмар и има регионални вариации на името като „калмар гайсан “ (като гайсан се смята за вариация на японската дума кайсен, на японски: 開戦, „да започнеш война“), или „калмар таккари“. Това е игра за повече от един играчи, разделени на два отбора – офанзивен и отбранителен. Има две основни цели, или нападателите да осъществят атаката, или екипите да се елиминират взаимно.

## Начин на игра
Базите на всеки от отборите се наричат „къщи“ (на корейски: 집 ). Горният кръг е къщата на нападателите, долният правоъгълник е домът на защитниците, а средният триъгълник е неутралната земя между тях. При атака играчите могат да се движат само с един крак. Допустимо е обаче да поставите единия крак в „безопасната зона“ и един крак в другите зони. Когато защитен нападател достигне малката клинообразна „зона за промоция“ в горната част на триъгълника (припокриваща се с офанзивната къща), след като пресече тясната „зона на моста“, която свързва триъгълника и голяма част от правоъгълника, те могат да използват и двата крака във всички области. По същия начин малкият кръг в долната част на правоъгълника или алтернативно горните ъгли на отбранителната къща от двете страни на зоната на моста може да се използва като промоционални зони за нападатели. Има регионални вариации в името на района на моста. Ако членовете на офанзивния отбор или отбранителния отбор не спазват правилата на играта, те биват убивани.

### Регионални вариации
Поради факта, че играта се играе неофициално сред деца, има малко официални писмени набори от правила и техните общи черти са описани главно от множество хора, които са я играли като деца. Изброени са обаче няколко примера за регионални вариации в правилата.

#### Калмар таенг (Пусан)
Калмар таенг (на корейски: 오징어땡 ) е регионална вариация на играта на калмари, която е популярна в Пусан. В играта обикновено участват десет или повече участници. Предполага се, че произходът на играта е повлиян както от голямото присъствие на калмари във водите около остров Гадеокдо, така и от популярността на калмарите като закуска сред местните деца. Играта започва с разделяне на два отбора с най-малко десет души на отбор. Начертава се калмар с тяло във формата на петоъгълник и кръгла опашка. Екипът, който спечели игра на камък, ножица, хартия се превръща в отбранителен отбор, а отборът, който губи, става нападателен отбор. Ако офанзивният отбор стигне до дома на отбранителния отбор и изкрещи „Таенг“, играта се печели от офанзивния отбор и двата отбора разменят страните си.

#### Игра за обединяване на калмари
Игра за обединяване на калмари (на корейски: 오징어통일놀이 ) е регионална вариация на играта на калмари, базирана в Хаенам. Твърди се, че играта произхожда от периода на Трите кралства в Корея, когато трите кралства се борят за земя. В тази версия зоната, до която нападателният отбор трябва да достигне, докато преминава отбранителния отбор, се нарича „зона на обединение“.

## В популярната култура
През 2021 г. интернет телевизията Нетфликс пуска сериала Игра на калмари, който носи едноименното име на играта, чиято версия се играе в първият и последен епизод на поредицата.